# Skřípov
Skřípov (in tedesco Wachtl) è un comune della Repubblica Ceca facente parte del distretto di Prostějov, nella regione di Olomouc.